# Silvia Modig

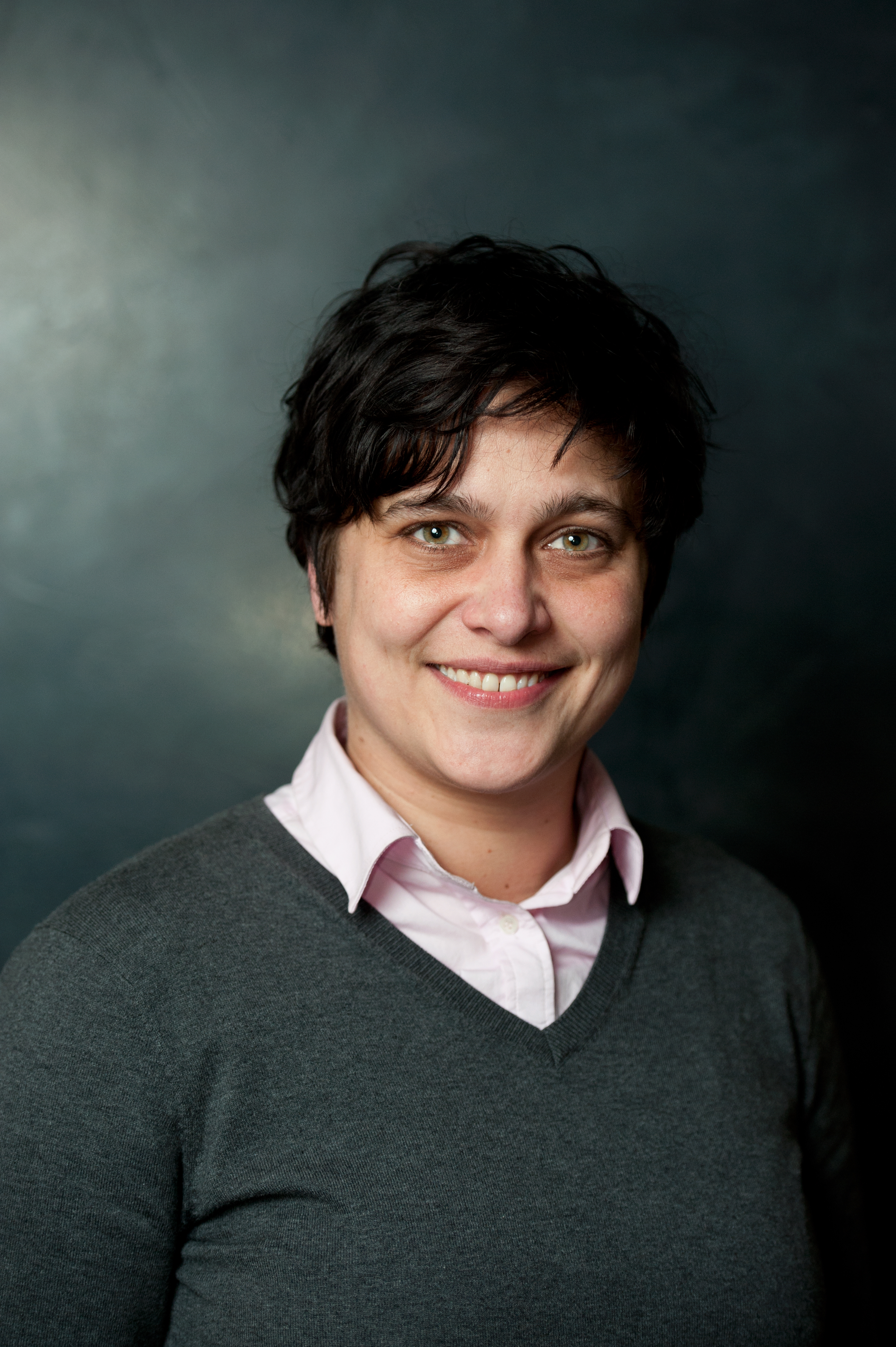
Silvia Modig (2012)

Anna Silvia Modig (* 8. Juli 1976 in Helsinki) ist eine finnische Journalistin, Fernseh- und Radiomoderatorin und Politikerin (Vasemmistoliitto). Modig war zwischen 2011 und 2019 Mitglied des Finnischen Parlaments. Seit der Europawahl 2019 ist sie Mitglied des Europäischen Parlaments.

## Leben

### Berufliche Karriere
Die Finnlandschwedin Silvia Modig wuchs in einem östlichen Vorort von Helsinki auf. Im Alter von 18 Jahren begann sie für das Kinderfernsehen von Yleisradio zu arbeiten. Später moderierte sie unter anderem die Sendung Popkult des ehemaligen Senders Yle Teema sowie zahlreiche weitere Sendungen.

### Politisches Engagement
2008 kandidierte Modig bei den Kommunalwahlen als Unabhängige auf der Liste des Vasemmistoliitto und gewann ein Mandat im Stadtrat von Helsinki. Sie wurde bei den Kommunalwahlen 2012 und 2017 wiedergewählt.
Parallel zu ihrem kommunalen Engagement kandidierte sie 2011 bei den Wahlen zum Finnischen Parlament für Vasemmistoliitto, dessen Mitglied sie auch wurde, und gewann ein Mandat. Bei den Wahlen 2015 verteidigte sie dies.
Bei den Parlamentswahlen 2019 verlor sie ihr Mandat, kandidierte jedoch parallel als Listenplatzerste für ihre Partei bei der Europawahl. Vasemmistoliitto gewann 6,9 Prozent und damit eines der 13 finnischen Mandate im Europaparlament. Modig zog direkt ein und trat der Konföderalen Fraktion der Vereinten Europäischen Linken/Nordische Grüne Linke bei. Für ihre Fraktion ist sie Mitglied im Ausschuss für Umweltfragen, öffentliche Gesundheit und Lebensmittelsicherheit sowie stellvertretendes Mitglied im Ausschuss für die Rechte der Frau und die Gleichstellung der Geschlechter.

### Privat
Silvia Modig lebt offen homosexuell. Bis 2011 war sie einer eingetragenen Lebenspartnerschaft mit der finnischen Künstlerin und Schriftstellerin Rakel Liekki. Seit 2019 ist Modig mit der Politikerin (Vasemmistoliitto, wie Modig) und Schriftstellerin Meri Valkama verheiratet, die als Kind in Ostberlin lebte und ihre Familiengeschichte in der DDR im 2021 erschienenen Roman Sinun, Margot (finnisch, deutsch „Deine, Margot“) verarbeitet hat.
Modig und Valkama leben in Brüssel und Helsinki. Die Familie hat zwei Kinder.